# Jarosz Szaszewicz
Jarosz Szaszewicz herbu Jastrzębiec (zm. w 1669/1670 roku) – wojski kowieński w latach 1653–1669/1670, podstrosta kowieński w latach 1649–1667, dworzanin skarbowy Jego Królewskiej Mości.
Był uczestnikiem antyszwedzkiej konfederacji powiatów: wiłkomierskiego, kowieńskiego i upickiego podczas pospolitego ruszenia w Kiejdanach 16 grudnia 1656 roku. Poseł sejmiku kowieńskiego na sejm 1667 roku.